# بكتيريا حمضية
الجراثيم الحمضية (بالإنجليزية: Acidobacteria)‏ هي شعبة من البكتيريا سلبية الغرام. من الناحية الفسيولوجية أعضاء هذه الشعبة متنوعة وتوجد في كل مكان خاصة التربة.